# Kosma Lenczowski
Kosma Lenczowski, właśc. Karol Marceli Lenczowski  (ur. 18 stycznia 1881 w Maniowach, zm. 1 czerwca 1959 w Krakowie) – polski kapucyn, kapelan Legionów Polskich w latach 1914–1918.

## Życiorys
Urodził 18 stycznia 1881 we wsi Maniowy koło Nowego Targu. Jego ojciec, Teofil był nauczycielem prywatnym, a matka Julia z Błaszczyńskich zajmowała się gospodarstwem domowym. Po ukończeniu szkoły miejskiej w Nowym Targu uczył się w Gimnazjum św. Anny w Krakowie od 1894 do 1898. 18 września 1898 wstąpił do zakonu kapucynów prowincji galicyjskiej w Sędziszowie Małopolskim. 27 września 1899 złożył śluby proste, 4 października 1902 złożył śluby uroczyste w Krakowie. Od 1902 do 1905 odbywał studia filozofii i teologii u franciszkanów w Krakowie. 9 lipca 1905 otrzymał sakrament święceń kapłańskich. Od 1906 do 1907 posługiwał w klasztorze w Krośnie. W latach 1907–1921 był przydzielony do klasztoru w Krakowie, w Kutkorzu i ponownie w Krakowie.
W międzyczasie, po wybuchu I wojny światowej, dnia 8 sierpnia 1914 wyruszył na front jako kapelan I Brygady Legionów Polskich odbywając z nią cały szlak bojowy. 27 stycznia 1915 awansował do rangi urzędnika wojskowego IX klasy (odpowiednik kapitana). W 1916 na własną prośbę przeniesiono go do Domu Ozdrowieńców w Kamieńsku koło Piotrkowa. W 1917 powrócił do służby czynnej i został zatrudniony w 4 Pułku Piechoty w Zegrzu. W czasie kryzysu przysięgowego odmówił złożenia przysięgi i dlatego został skierowany do Polskiego Korpusu Posiłkowego. Po zawarciu pokoju brzeskiego został internowany w Dulfalva, a potem w Huszt.
Po powrocie z wojska przebywał w Krakowie, a od 1921 do 1924 pracował jako wikary konwentu. Później pracował w następujących placówkach: 1924-1925 w Sędziszowie wikary konwentu i ojciec duchowny braci, 1925–1927 we Lwowie (Zamarstynów) wikary konwentu i parafii, w 1930 został mianowany gwardianem i administratorem parafii we Lwowie, ale nie przyjął nominacji, 1930-1933 we Lwowie wikary, 1933 znów zrzekł się godności mistrza nowicjatu w Sędziszowie i nadal pozostał we Lwowie do 1936. Na kapitule 1936 został mianowany spowiednikiem kleryków w Krakowie. W 1939-1940 był we Lwowie ekonomem domu zakonnego i dyrektorem braci. W 1940, w obawie przed zemstą ze strony bolszewików, udało mu dzięki pomocy parafian oraz niesamowitym splotem szczęśliwych okoliczności uciec ze Lwowa. Wrócił do Krakowa, przez pewien czas ukrywał się nie będąc pewnym stosunku niemieckich okupantów do byłych legionistów i w końcu podjął zwykłą posługę klasztorną. W latach 1941–1942 znów pracował w Sędziszowie, 1942 w Krakowie, 1942-1947 w Rozwadowie, 1947-1951 w Krakowie. Posługiwał przeważnie wśród ubogich i chorych. Wspierał duchowo i materialnie ludzi biednych i opuszczonych. Ukoronowaniem działalności religijnej, społecznej i patriotycznej o. Kosmy Lenczowskiego stał się jego złoty jubileusz kapłański obchodzony 11 września 1955. Zmarł 1 czerwca 1959 w Krakowie.

## Odznaczenia
- Krzyż Niepodległości
- Krzyż Oficerski Orderu Odrodzenia Polski
- Krzyż Zasługi dla Duchownych Wojskowych II klasy (Austro-Węgry, 1916)[1]